# Vendéerkrigen
Vendéerkrigen var den "katolske og kongelige krig", som under Revolutionskrigene i Frankrig rasede i Vestfrankrig syd for Loire-floden.

## Optakten
Krigen, der var på sit højdepunkt 1793-96, fik sit navn af departementet Vendée, men rasede også i departementerne Loire-Inférieure, Maine-et-Loire og Deux-Sèvres samt størstedelen af de gamle landskaber Poitou, Anjou og det sydlige Bretagne. Her boede fattige bønder og små adelige godsejere; højadelen var flygtet. Befolkningen var fanatiske katolikker. Voldsomme protestantforfølgelser havde raset her i det 16. århundrede, og trosivrige munkes voldsomme forkyndelse havde stadig ægget den religiøse lidenskab. Kongetroskaben var stor, og adel og bønder holdt sammen i fred og forståelse. Ophævelsen af adelens godsejerprivilegier havde befolkningen modtaget med glæde, men den ny kirkeforfatning og de kirketro præsters hårde medfart havde fra 1790 skabt uroligheder i landet, næret ved chouanernes strejftog.
Kongens henrettelse i januar 1793 øgede forbitrelsen. Da Nationalkonventet efter den første Koalition masseudskrev rekrutter, brød oprøret ud med voldsom kraft 12. marts 1793; til 15. marts blev måske 300 revolutionsmænd, mest
embedsmænd, myrdet i Vendée.
Først var opstanden en bondebevægelse og mere katolsk end kongelig. Bøndernes førere var vognmandJacques Cathelineau og skovbetjent Jean Nicolas Stofflet. Noget senere sluttede adelsmændene sig til, og adelige officerer førte an i den katolske og kongelige krig mod "de blå", republikanerne.

## 1793
Landskaberne med enge, moser, skove, levende hegn og grøfter egnede sig ypperligt til den lille krigs spredte fægtninger og gav dem, der var stedkendt, en afgjort fordel. I St. Florent ved Loire blev Cathelineau valgt til anfører; i de sumpede kystegne kommanderede søofficeren François Athanase Charette de la Contrie, og snart stod også skarer væbnet under Stofflet.
Borgere og kirketro præster dræbtes, og adelen sluttede sig til. Adelsmanden Henri de La Rochejaquelein, en dygtig leder, erobrede Saumur 10. juni. Oprørerne gjorde nu Saumur til deres hovedkvarter, og Cathelineau blev overanfører. Konventet sendte tre hære mod dem under Armand Louis de Gontaut Biron; under ham kommanderede Boulard og Canclaux ude ved kysten.
Englænderne havde lovet Vendées oprørere hjælp; da den ikke kom, gik de over Loire-floden og ind i departementet Loire for at føre krigen under bedre vilkår. Da de angreb Nantes, slog Canclaux deres angreb tilbage 29. juni 1793, og Cathelineau blev såret og døde 11. juli. Det så ud til, at den katolske og kongelige hær skulle splittes. Men Birons myndighed tilintetgjordes ved konventets kommisæres indblanding, de frivillige pøbeltropper, som anførtes af brygger Antoine Joseph Santerre, ødelagde disciplinen, og den dygtige Canclaux kunne ikke udrette nok.
Velfærdsudvalget afsatte Biron og indsatte guldsmed Rossignol. Men han var en meget uheldig leder. Han påtog sig gerne at udføre konventets påbud (1. august) om Vendées fuldstændige ødelæggelse, men ved barbari og plyndringer pustede han kun nyt liv i oprøret. Og planen om at kue Vendée ved et angreb fra nord og syd mislykkedes: Rossignol fra La Rochelle og Canclaux fra Brest.
Oprørshobene samlede sig atter til en hær under kommando af adelsmanden Gigot d’Elbée. Rossignol blev forsat, og kommandoen over konventets tropper fik Léchelle, der selv var en uduelig leder, men under sig havde dygtige underanførere som Canclaux, Marceau, Jean Baptiste Kléber og Westermann. Det gik derfor atter frem for republikanerne, og da d’Elbée leverede dem et slag ved Cholet 17. oktober, blev hans hær slået, og han selv faldt. Men på grund af Léchelles slette overledelse lykkedes det alligevel Vendée-tropperne at slippe over på den højre Loire-bred. De fandt støtte fra Bretagne, og den ny overanfører, Larochejacquelin, fik samlet en hær.
Vel mislykkedes Larochejacquelins forsøg på ved en march gennem Bretagne at nå frem til Granville i håb om at få hjælp fra en engelsk flåde, men på tilbagetoget vandt han 21. november i en blodig kamp ved Dol sejr over Rossignol, der igen havde fået kommandoen efter Léchelles død. Rossignol blev  afsat, og i spidsen for den republikanske hær kom nu Marceau, som sammen med Westermann og Kléber oprev La Rochejaqueleins hær ved Le Mans 12. december. Det var et forfærdeligt slag, 10.000 overvundne blev dræbt, der gaves ikke pardon efter kampen, oldinge og kvinder blev skudt.
23. december ødelagde Westermann ved Savenay resterne af royalisterne, som i vild flugt søgte at nå over Loire. Således var landskabernes modstand brudt, om end La Rochejaquelein havde folkeskarer under sig, og Stofflet og Charette havde en styrke på den søndre Loire-bred ude ved kysten.

## 1794-1796
Konventet overdrog nu Jean Baptiste Carrier fra Nantes at kue Vendée; han lod folk henrette i massevis og druknede dem i skibe, der blev sænket, og general Turreau
jog ødelæggende gennem landet med sine "helvedeskolonner". Men disse grusomheder førte kun til, at oprørerne rejste sig igen. Hvis ikke La Rochejaquelein døde 4. marts 1794, og royalisterne, der nu manglede en overleder, var blevet uenige, havde republikanerne næppe fået bugt med det ny oprør med Charette og Stofflet som anførerne. General Turreau, der intet kunne udrette, blev kaldt hjem.
Men da blev overkommandoen givet til general Louis Lazare Hoche, og hermed slog konventet ind på en mildere politik; 2. december 1794 tilbød han i en proklamation Vendée fred og tilgivelse. Konventet sluttede forlig med Charette i La Jaunaye februar 1795, og hertil sluttede Stofflet sig snart. Ved at overgive de tidligere førere befalingen i de forskellige egne og ved indrømmelser søgte regeringen at skaffe ro i landskaberne. Men da englænderne juni 1795 landsatte en emigranthær ved Quiberon i Bretagne, rejste Charette kampen mod republikken, og Stofflet sluttede sig til oprøret.
Da greven af Artois ikke sendte emigranterne den ventede hjælp, men fejt lod dem i stikken, og Charette i tillid til Artois ikke havde støttet ekspeditionen tilstrækkeligt, slog Hoche landgangshæren fuldstændigt og fik bugt med oprøret. Både Charette og Stofflet blev fanget og skudt i foråret 1796. Herefter fuldførte Hoche 1796 arbejdet med at fredeliggøre Vendée mod at sikre den katolske tro.

## Senere oprør
Flere gange senere var der dog uroligheder i disse landskaber, der hang ved det gamle kongehus. Således kom det under Georges Cadoudals sammensværgelse mod Napoleon til oprør, der kuedes af general Guillaume Marie Anne Brune. Efter Ruslands-toget 1812 nægtede Vendée skat og soldatertjeneste, og 1814 rejste store bønderskarer sig til kamp mod Napoleon, men da han nedlagde magten, skiltes de atter.
I "de 100 dage" 1815 rejste Vendée sig igen mod ham, men general Jean Maximin Lamarque kuede let opstanden; thi Napoleon havde lagt gode veje gennem landskaberne, der nu ikke rådede over den samme militære modstandskraft som før.
Efter Julirevolutionen rejste nogle bondeskarer i Vendée igen en opstand for det gamle bourbonske kongehus, og hertuginden af Berry, der tidligere havde rejst i landet og var yndet der, kom dertil, men hendes tilfangetagelse og opdagelsen af, at hun var frugtsommelig ved en ny mand, dæmpede begejstringen for hende som den legitime konges moder, og efter at den ringe styrke, som havde holdt med hende, var splittet, fik regeringen nemt genoprettet roen.